# Io, Caterina
Io, Caterina è un film del 1957 diretto da Oreste Palella.
Si tratta del rifacimento del film del 1947 Caterina da Siena dello stesso Palella.
Come il precedente, anche questo film si rivelò un insuccesso e fu stroncato dalla critica, specie da quella di Azione Cattolica, che ne parlò come di una "operazione semplicistica e interpretato con scarsa convinzione".
Il film narra la storia di Santa Caterina dalla prima apparizione di Cristo, quando aveva 7 anni, fino alla morte.

## Trama
Dopo essere entrata nell'ordine delle Mantellate, terziarie domenicane, Caterina inizia la sua missione scrivendo ai sovrani del mondo nel tentativo di riportare il papa a Roma dalla cosiddetta cattività avignonese, dove lei stessa si recherà nel 1376.

## Produzione
Molti degli esterni del film furono girati a Siena (Via del Costone, Duomo, Fortezza Medicea, Porta San Marco, Palazzo Pubblico), Fortezza di Montalcino, Monteriggioni (Castello) e a San Gimignano (Rocca di Montestaffoli).
L'attrice Marcella Cintorino, interprete della santa da bambina, diverrà medico chirurgo e docente dell'università di Siena.